# Blancheteatern

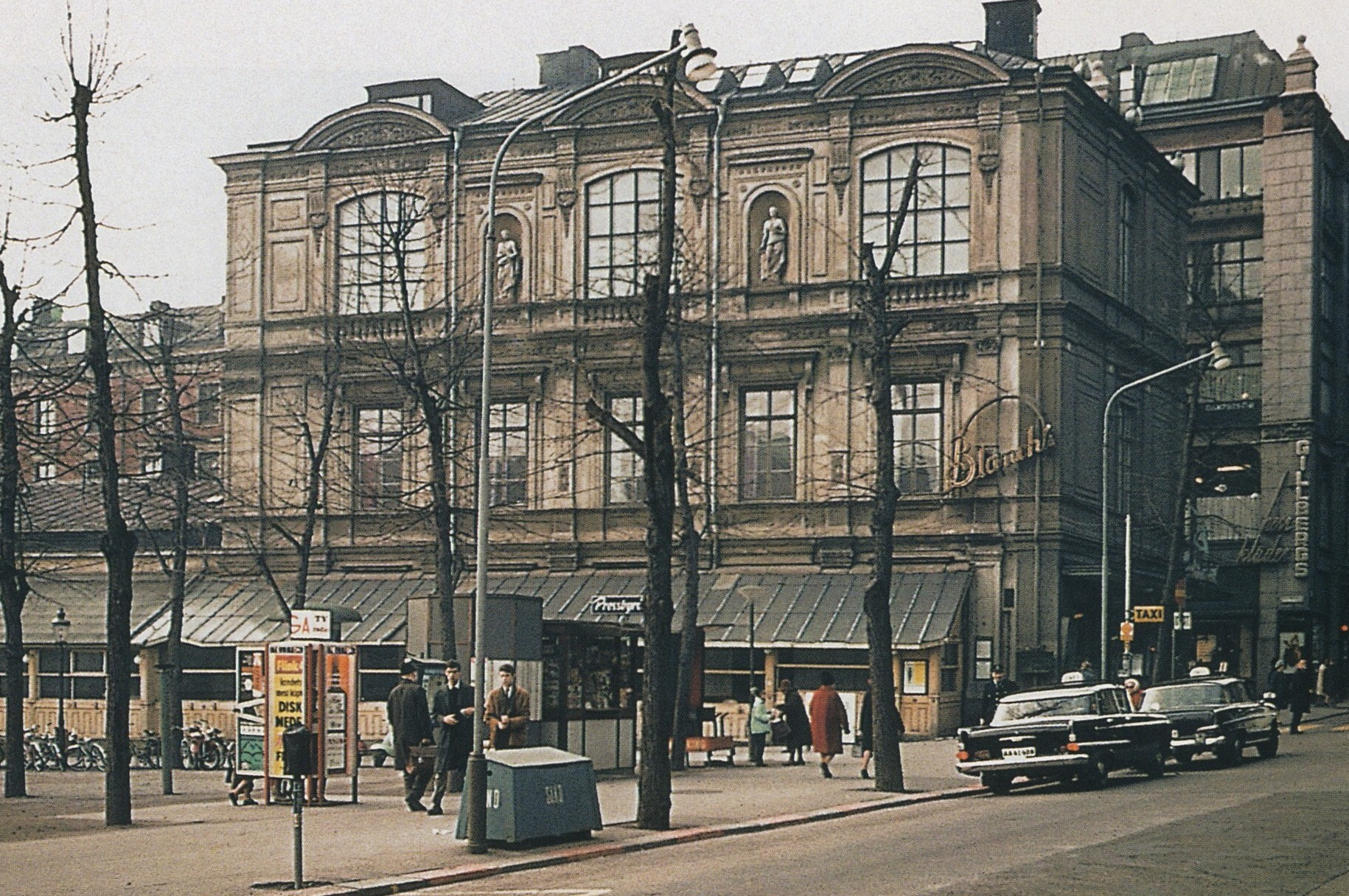
Blancheteatern år 1964.

Blancheteatern (även Blanche-teatern och före 1915 kallad Blanchs teater, samt en tid Vaudevilleteatern), var en privatteater belägen i en byggnad på Västra Trädgårdsgatan intill Kungsträdgården i Stockholm.

## Historik
Byggnaden uppfördes 1879 i anslutning till den så kallade Ateljébyggnaden, som inrymde Blanchs café, av restauratören och tidigare chefen för Operakällaren, Theodor Blanch. Arkitekt var Magnus Isæus och för arbetet med inredningen anlitades dekorationsmålaren Carl Grabow och AB Ekmans Mekaniska Snickerifabrik. 
Teatern invigdes den 31 mars 1879 med en "instruktiv soiré" av en tysk professor A. Böttcher från Königlisches Schauspielhaus i Berlin. Därefter bytte den nyöppnade teatern tillfälligt namn till Vaudevilleteatern 1879–82 och var scen för det gästande danska August Rasmussens sällskap samt ensembler under Knut Tivander respektive August Sandberg.
Vid mitten av 1880-talet omvandlades lokaliteterna till konstsalong (Blanchs konstsalong) och uppläts 1889–99 till Sveriges allmänna konstförening. År 1900 ändrade verksamheten ånyo riktning till att hysa en av Stockholms första biografverksamheter, innan den återgick till teater från 1915 och bytte namn till Blancheteatern (med association till den legendariske skribenten och författaren August Blanche). Dess förste ledare var Bror Öbergson, därefter från 1916 Hilda Borgström för en kort tid, varpå följde en längre period 1917–26 under ledning av Ernst Eklund med en framgångsrik blandning av revyer, klassiker och debattdramer. Framgångarna fortsatte under Harry Roeck Hansen 1927–55. Från 1955 dominerade revyer och gästspel av andra teatrar under Gösta Bernhards chefskap.  
1958–61 använde även Kungliga Teatern teatern som mindre extrascen med start med urpremiären på Sven-Erik Bäcks opera Tranfjädrarna 1958. Teaterverksamheten lades ner 1961, och den anrika byggnaden revs 1965 och ersattes 1969 i samband med Norrmalmsregleringen, då södra sidan av Hamngatan skulle breddas, av Sven Markelius Sverigehuset.

## Mer långvariga teaterchefer
- 1917–1926: Ernst Eklund
- 1927–1955: Harry Roeck Hansen
- 1955–1961: Gösta Bernhard